# Pěnice slavíková
Pěnice slavíková (Sylvia borin) je malý druh pěvce z čeledi pěnicovitých (Sylviidae).

## Taxonomie
Polytypický druh se 2 poddruhy:
- S. b. borin (Boddaert, 1783) – nominální poddruh hnízdící ve většině Evropy a zimující v západní a střední Africe.
- S. b. woodwardi (Sharpe, 1877) – hnízdí v rozmezí od středního Polska a bývalé Jugoslávie východně po střední Sibiř; zimuje ve východní a jižní Africe.

## Popis
- Délka: 13,5–14,5 cm
- Rozpětí křídel: 20–24 cm
- Hmotnost: 16–22 g.

Menší než vrabec. Její zbarvení je nenápadné bez výraznějších znaků. Svrchní stranu těla má hnědavě šedou a spodinu hnědobílou. Zobák je poměrně silný, šedobéžový, končetiny taktéž. Obě pohlaví jsou zbarvena stejně.

## Hlas

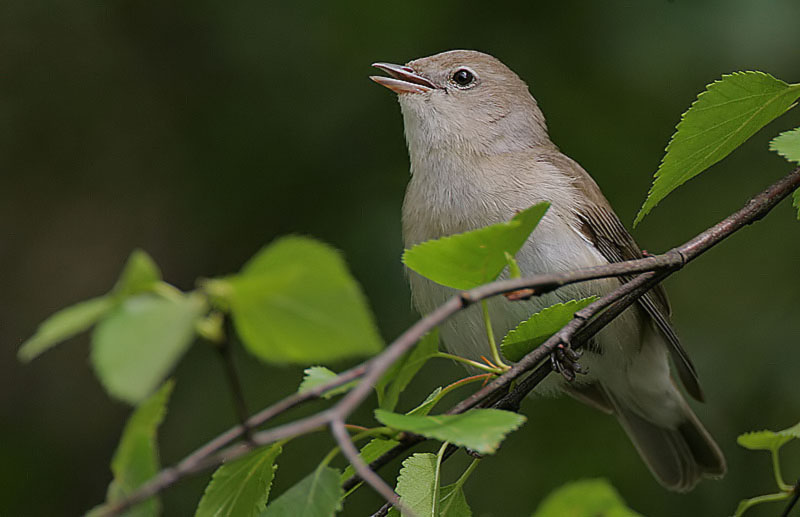
Zpívající samec

Žije skrytě, její přítomnost lze proto nejlépe zjistit díky hlasu. Vábí nejčastěji pronikavým „tšéék tšéék“ nebo „tek tek“, varuje tvrdým „tčrrr“. Zpěv je dlouhý 3–8 sekund a tvořený řadou rychlých, pronikavých a drnčivých tónů. Podobá se zpěvu pěnice černohlavé (S. atricapilla), má však delší strofy a není zakončen flétnovitými zvuky.

## Rozšíření
Hnízdí ve většině Evropy a západní Asii. Její areál rozšíření sahá od severního Portugalska, Francie a západního Irska východně až po řeku Jenisej. Ve střední Evropě se vyskytuje od dubna do září. Je tažná na dlouhou vzdálenost se zimovišti v subsaharské Africe (konkrétní zimoviště se však liší v závislosti na poddruzích, viz výše).

## Výskyt
Hnízdí hlavně ve vlhkých listnatých nebo smíšených lesích s bohatým podrostem, keřovým patrem a mýtinami, na jejich okrajích, v remízcích, křovinách podél potoků, parcích a zahradách.

## Výskyt v Česku
V České republice hnízdí po celém území, početněji v nižších a středních polohách (nepravidelně až po horní hranici lesa).

## Početnost
Evropská populace je odhadována na 8,5–16 milionů párů, z nichž ve střední Evropě hnízdí přibližně 1,8–3,2 milionů. Celková populace v České republice pak čítá zhruba 200–400 tisíc párů.

## Potrava
Živí se hlavně hmyzem, pavouky a jinými bezobratlými, na podzim požírá také různé plody.

## Hnízdění

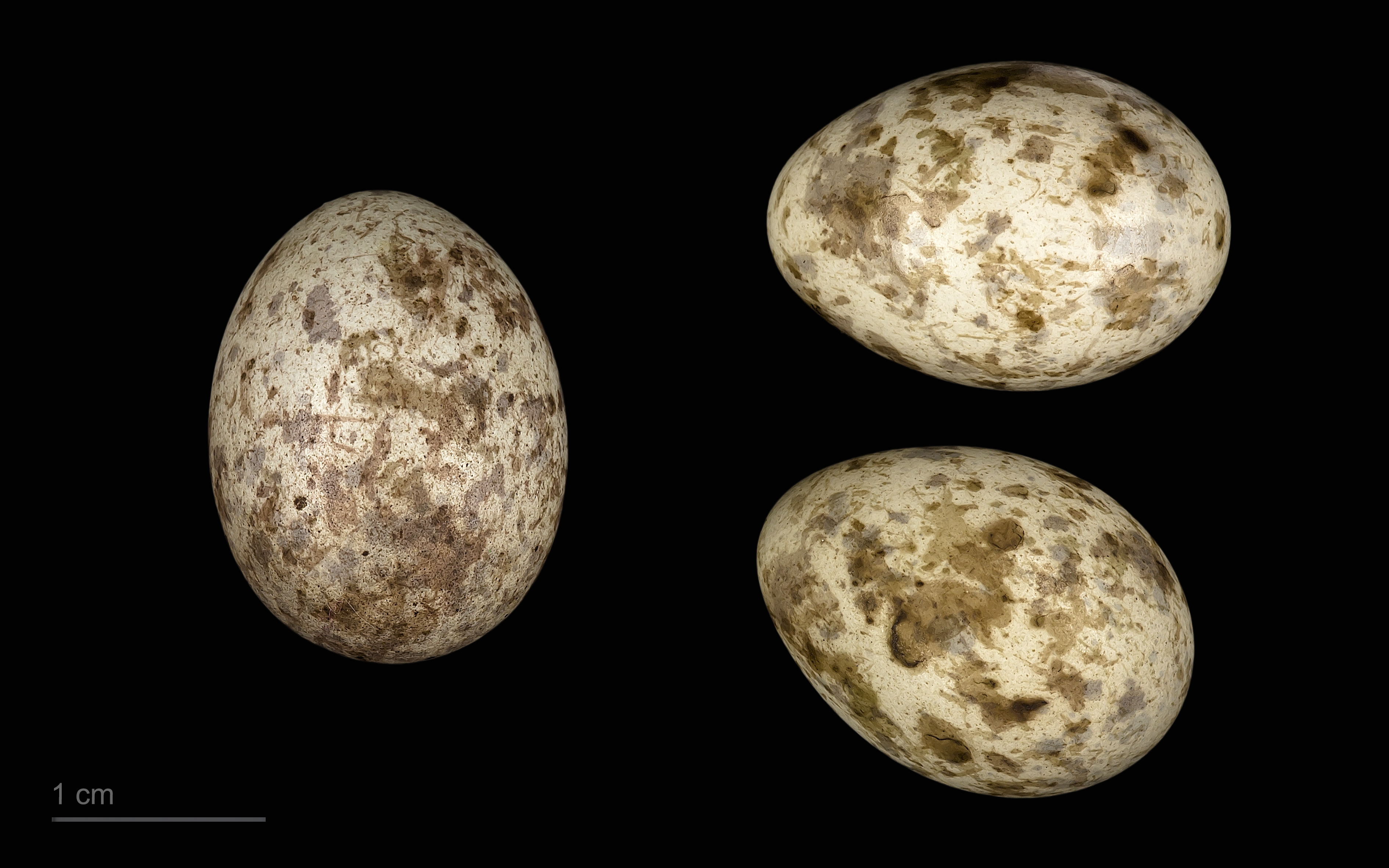
Cuculus canorus canorus + Sylvia borin borin

Mladí ptáci dospívají v prvním roce života. Ve střední Evropě hnízdí 1× až 2× ročně od května do července. Miskovité hnízdo spletené ze stébel trav staví oba rodiče většinou níže než 30 cm nad zemí dobře ukryté v hustých keřích. V jedné snůšce je 4–5 světlých, hnědě skvrnitých, 19,9 × 14,7 mm velkých vajec, na kterých sedí 11–12 dnů střídavě oba rodiče. Mláďata pak hnízdo opouštějí po 10–12 dnech. Nejvyšší zaznamenaný věk je 14 let a 2 měsíce.